# Camissonia ovata
Camissonia ovata là một loài thực vật có hoa trong họ Anh thảo chiều. Loài này được (Nutt. ex Torr. & A.Gray) P.H.Raven mô tả khoa học đầu tiên năm 1964.